# أندرو ديفيز (لاعب كريكت بريطاني)
أندرو ديفيز (15 مايو 1962 في المملكة المتحدة - ) (بالإنجليزية: Andrew Davies)‏ هو لاعب كريكت بريطاني. لعب مع British Universities cricket team ‏ وBuckinghamshire County Cricket Club ‏ ونادي جامعة كامبريدج للكريكيت ‏.

## وصلات خارجية
- أندرو ديفيز على موقع إي آس بي آن كريك إنفو (الإنجليزية)